# Bela Pratt

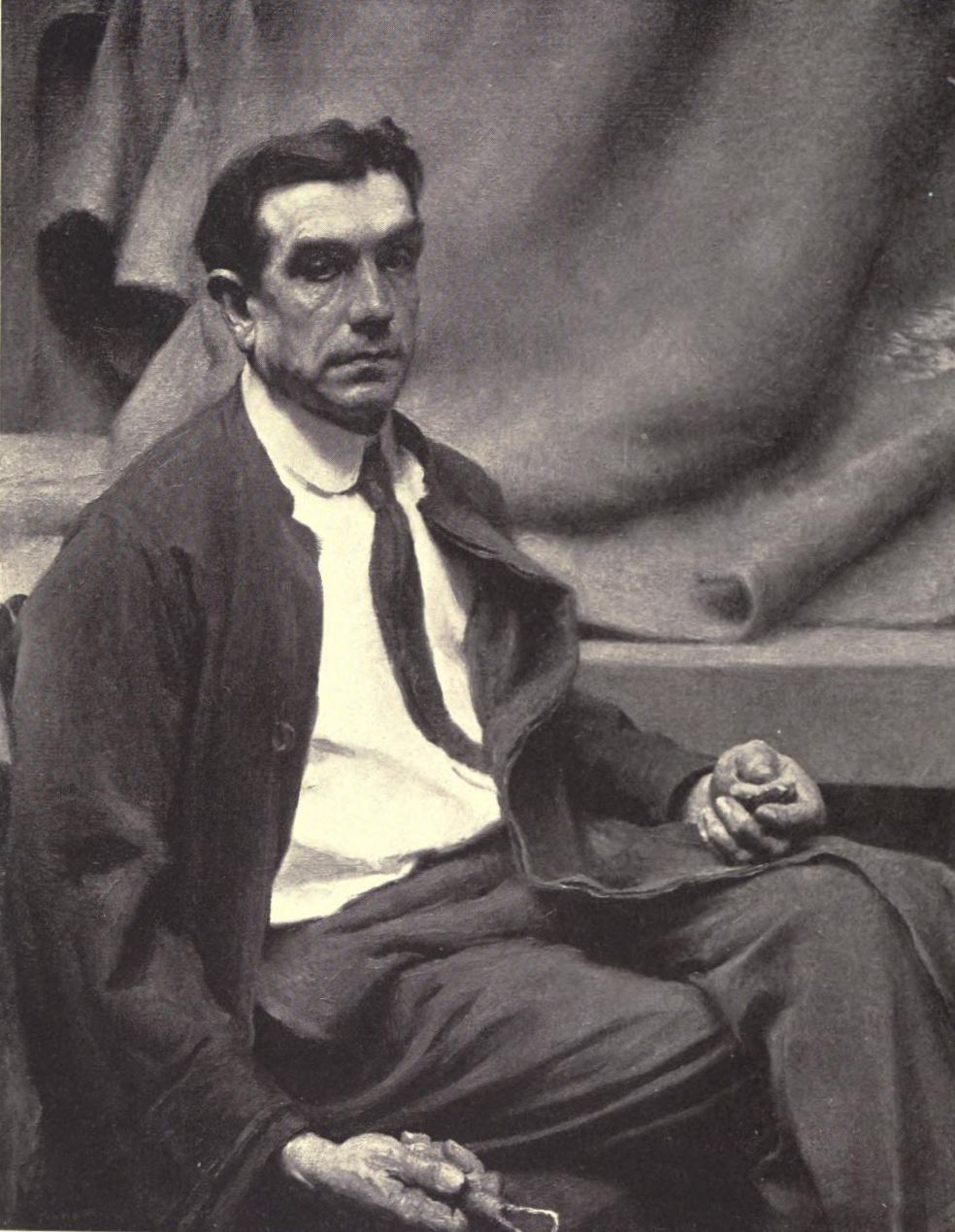
Bela L. Pratt, vor 1917. Fotografie von Howard E. Smith

Bela Lyon Pratt (* 11. Dezember 1867 in Norwich, Connecticut; † 18. Mai 1917 in Los Angeles, Kalifornien) war ein US-amerikanischer Bildhauer, der durch zahlreiche Denkmäler und Skulpturen im öffentlichen Raum bekannt wurde.

## Leben
Bela Pratt wurde als Sohn von Sarah (geb. Whittlesey) und George Pratt, einem in Yale ausgebildeten Juristen, geboren. Sein Großvater mütterlicherseits, Oramel Whittlesey, gründete 1835 das Music Vale Seminary in Salem, Connecticut, die erste Musikschule in den USA, die Musiklehrerdiplome verleihen durfte. Im Alter von 16 Jahren begann Bela Pratt sein Studium an der Yale University School of Fine Arts, wo er bei John Henry Niemeyer und John Ferguson Weir studierte. Nach seinem Abschluss setzte er seine Ausbildung an der Art Students League of New York fort, wo er unter anderem bei William Merritt Chase, Kenyon Cox und Augustus Saint-Gaudens studierte, der sein Mentor wurde. 

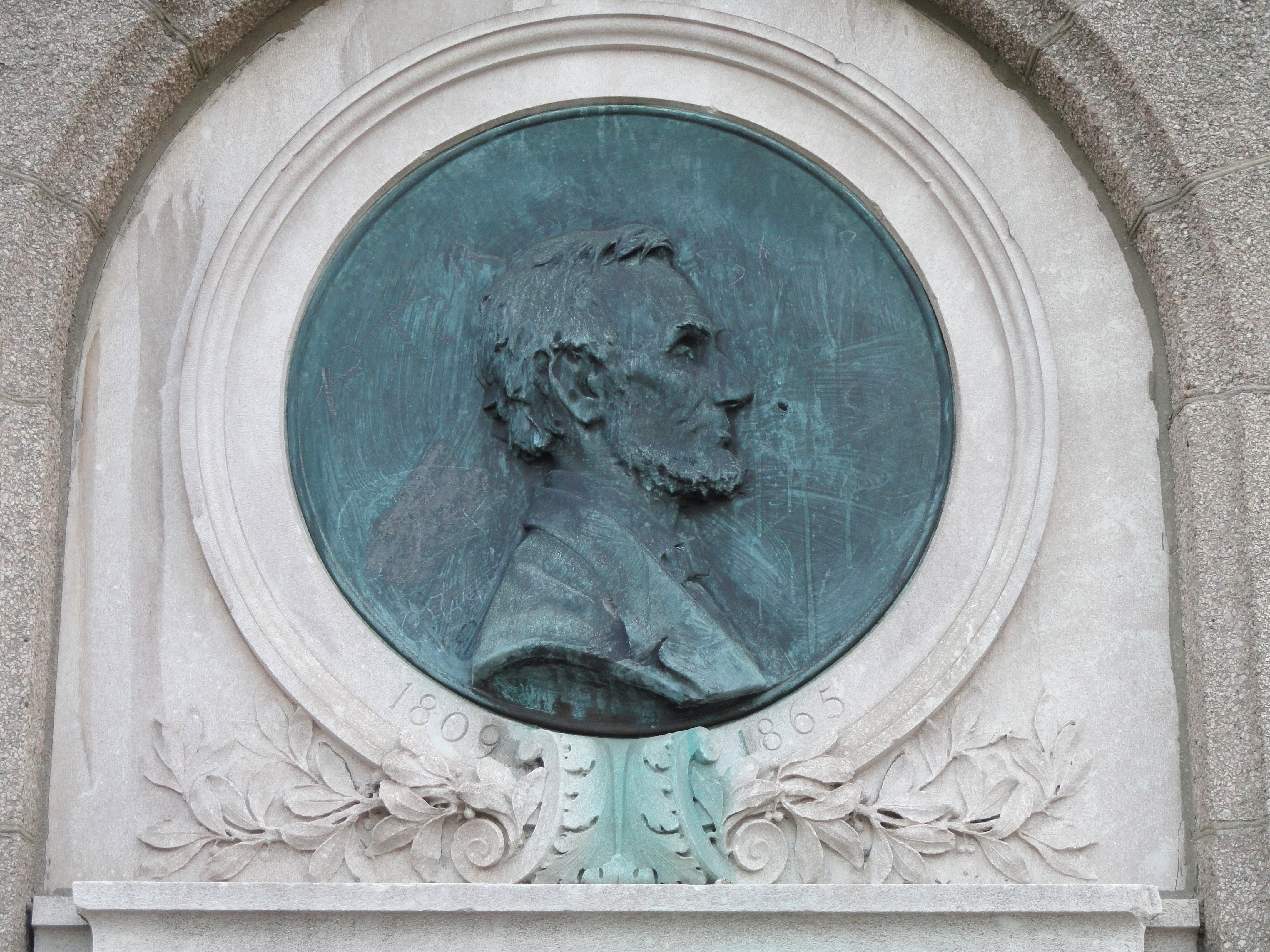
Abraham Lincoln Relief

Nach einem Studienaufenthalt an der École des Beaux-Arts in Paris kehrte Bela Pratt 1892 in die USA zurück und schuf zwei große Skulpturengruppen, Genius of Navigation und Genius of Discovery, für die Weltausstellung in Chicago 1893. Ab 1893 unterrichtete er 25 Jahre lang Modellieren an der School of the Museum of Fine Arts in Boston und beeinflusste damit eine ganze Generation von Bildhauern.
1913 wurde Pratt in die American Academy of Arts and Sciences gewählt.

## Werk
Bela Pratt war bekannt für seine Denkmäler und Porträtbüsten prominenter Persönlichkeiten. Zu seinen bedeutendsten Werken zählen:
- General Butler Monument (1902) in Lowell, Massachusetts
- Young Soldier (1906) an der St. Paul's School in Concord, New Hampshire
- Andersonville Boy (1907) auf dem Gelände des State Capitol in Hartford, Connecticut
- Abraham Lincoln Reliefporträt (1908) in Lowell, Massachusetts
- Soldiers’ and Sailors’ Monument (1910) in Malden, Massachusetts
- Nathaniel Hawthorne Statue (1910) in Salem, Massachusetts
- Edward Everett Hale Statue (1913) im Boston Public Garden
- Grieving Mother (1914) in der Washington Memorial Chapel, Valley Forge, Pennsylvania
- Captain Nathan Hale Statue (1914) im Chicago Tribune Building, Chicago, Illinois

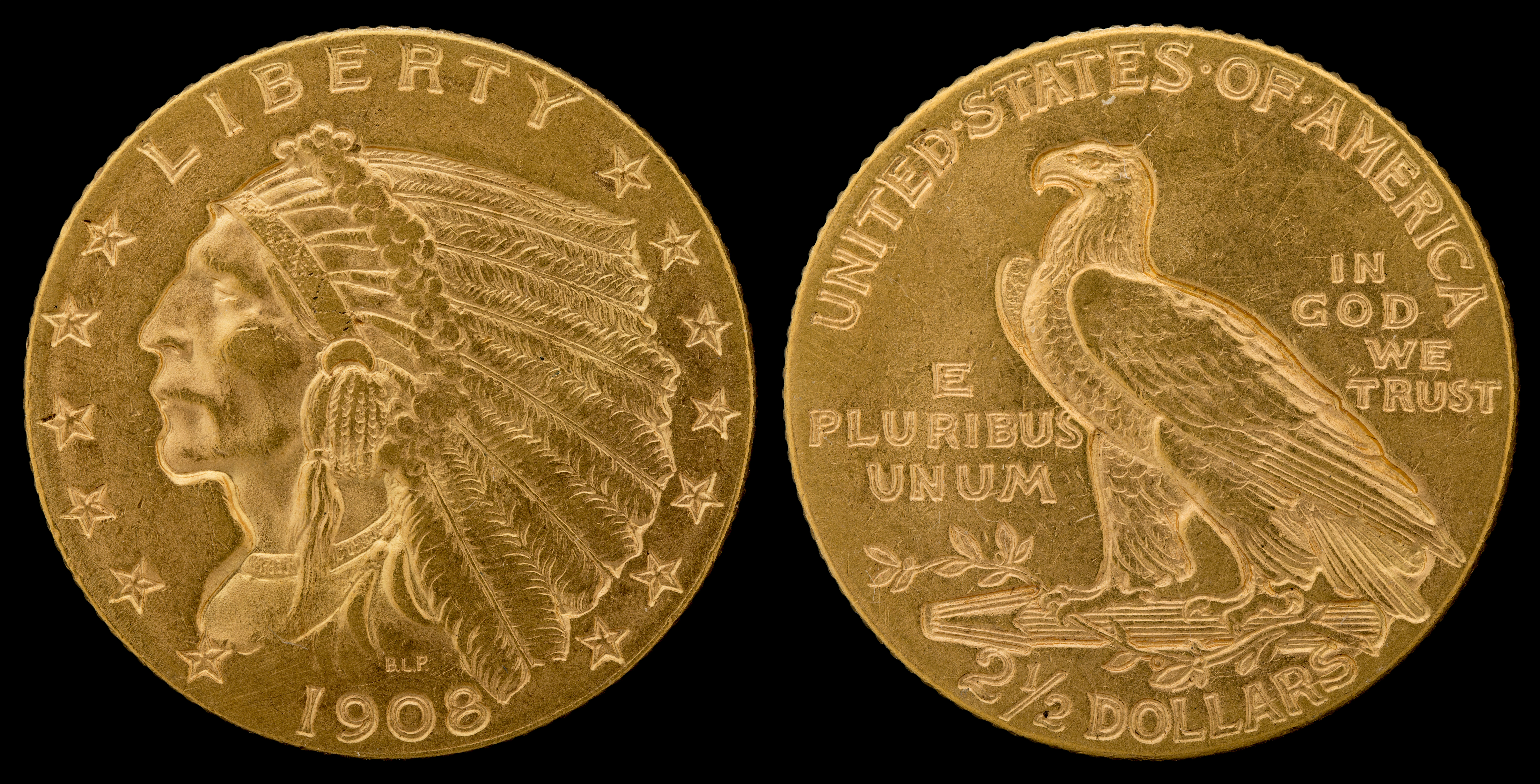
Goldmünze entworfen von Bela Pratt, 1908. National Numismatic Collection, National Museum of American History

Sein Stil war geprägt von der Tradition der Beaux-Arts, die er während seiner Ausbildung in Paris kennengelernt hatte. Er verband klassische Formen mit einer realistischen Darstellung seiner Motive. Besonders hervorzuheben sind seine Entwürfe für die amerikanischen Goldmünzen zu 5 und 10 US-Dollar, die von 1908 bis 1929 geprägt wurden.